# 1235
Portal Geschichte | Portal Biografien | Aktuelle Ereignisse | Jahreskalender | Tagesartikel

◄ |
12. Jahrhundert |
13. Jahrhundert
| 14. Jahrhundert | ►

◄ |
1200er |
1210er |
1220er |
1230er
| 1240er | 1250er | 1260er | ►

◄◄ |
◄ |
1231 |
1232 |
1233 |
1234 |
1235
| 1236 | 1237 | 1238 | 1239 | ► | ►►
Staatsoberhäupter  · Nekrolog
| Januar | Januar | Januar | Januar | Januar | Januar | Januar | Januar |
| Kw     | Mo     | Di     | Mi     | Do     | Fr     | Sa     | So     |
| ------ | ------ | ------ | ------ | ------ | ------ | ------ | ------ |
| 1      | 1      | 2      | 3      | 4      | 5      | 6      | 7      |
| 2      | 8      | 9      | 10     | 11     | 12     | 13     | 14     |
| 3      | 15     | 16     | 17     | 18     | 19     | 20     | 21     |
| 4      | 22     | 23     | 24     | 25     | 26     | 27     | 28     |
| 5      | 29     | 30     | 31     |        |        |        |        |

| Februar | Februar | Februar | Februar | Februar | Februar | Februar | Februar |
| Kw      | Mo      | Di      | Mi      | Do      | Fr      | Sa      | So      |
| ------- | ------- | ------- | ------- | ------- | ------- | ------- | ------- |
| 5       |         |         |         | 1       | 2       | 3       | 4       |
| 6       | 5       | 6       | 7       | 8       | 9       | 10      | 11      |
| 7       | 12      | 13      | 14      | 15      | 16      | 17      | 18      |
| 8       | 19      | 20      | 21      | 22      | 23      | 24      | 25      |
| 9       | 26      | 27      | 28      |         |         |         |         |

| März | März | März | März | März | März | März | März |
| Kw   | Mo   | Di   | Mi   | Do   | Fr   | Sa   | So   |
| ---- | ---- | ---- | ---- | ---- | ---- | ---- | ---- |
| 9    |      |      |      | 1    | 2    | 3    | 4    |
| 10   | 5    | 6    | 7    | 8    | 9    | 10   | 11   |
| 11   | 12   | 13   | 14   | 15   | 16   | 17   | 18   |
| 12   | 19   | 20   | 21   | 22   | 23   | 24   | 25   |
| 13   | 26   | 27   | 28   | 29   | 30   | 31   |      |

| April | April | April | April | April | April | April | April |
| Kw    | Mo    | Di    | Mi    | Do    | Fr    | Sa    | So    |
| ----- | ----- | ----- | ----- | ----- | ----- | ----- | ----- |
| 13    |       |       |       |       |       |       | 1     |
| 14    | 2     | 3     | 4     | 5     | 6     | 7     | 8     |
| 15    | 9     | 10    | 11    | 12    | 13    | 14    | 15    |
| 16    | 16    | 17    | 18    | 19    | 20    | 21    | 22    |
| 17    | 23    | 24    | 25    | 26    | 27    | 28    | 29    |
| 18    | 30    |       |       |       |       |       |       |

| Mai | Mai | Mai | Mai | Mai | Mai | Mai | Mai |
| Kw  | Mo  | Di  | Mi  | Do  | Fr  | Sa  | So  |
| --- | --- | --- | --- | --- | --- | --- | --- |
| 18  |     | 1   | 2   | 3   | 4   | 5   | 6   |
| 19  | 7   | 8   | 9   | 10  | 11  | 12  | 13  |
| 20  | 14  | 15  | 16  | 17  | 18  | 19  | 20  |
| 21  | 21  | 22  | 23  | 24  | 25  | 26  | 27  |
| 22  | 28  | 29  | 30  | 31  |     |     |     |

| Juni | Juni | Juni | Juni | Juni | Juni | Juni | Juni |
| Kw   | Mo   | Di   | Mi   | Do   | Fr   | Sa   | So   |
| ---- | ---- | ---- | ---- | ---- | ---- | ---- | ---- |
| 22   |      |      |      |      | 1    | 2    | 3    |
| 23   | 4    | 5    | 6    | 7    | 8    | 9    | 10   |
| 24   | 11   | 12   | 13   | 14   | 15   | 16   | 17   |
| 25   | 18   | 19   | 20   | 21   | 22   | 23   | 24   |
| 26   | 25   | 26   | 27   | 28   | 29   | 30   |      |

| Juli | Juli | Juli | Juli | Juli | Juli | Juli | Juli |
| Kw   | Mo   | Di   | Mi   | Do   | Fr   | Sa   | So   |
| ---- | ---- | ---- | ---- | ---- | ---- | ---- | ---- |
| 26   |      |      |      |      |      |      | 1    |
| 27   | 2    | 3    | 4    | 5    | 6    | 7    | 8    |
| 28   | 9    | 10   | 11   | 12   | 13   | 14   | 15   |
| 29   | 16   | 17   | 18   | 19   | 20   | 21   | 22   |
| 30   | 23   | 24   | 25   | 26   | 27   | 28   | 29   |
| 31   | 30   | 31   |      |      |      |      |      |

| August | August | August | August | August | August | August | August |
| Kw     | Mo     | Di     | Mi     | Do     | Fr     | Sa     | So     |
| ------ | ------ | ------ | ------ | ------ | ------ | ------ | ------ |
| 31     |        |        | 1      | 2      | 3      | 4      | 5      |
| 32     | 6      | 7      | 8      | 9      | 10     | 11     | 12     |
| 33     | 13     | 14     | 15     | 16     | 17     | 18     | 19     |
| 34     | 20     | 21     | 22     | 23     | 24     | 25     | 26     |
| 35     | 27     | 28     | 29     | 30     | 31     |        |        |

| September | September | September | September | September | September | September | September |
| Kw        | Mo        | Di        | Mi        | Do        | Fr        | Sa        | So        |
| --------- | --------- | --------- | --------- | --------- | --------- | --------- | --------- |
| 35        |           |           |           |           |           | 1         | 2         |
| 36        | 3         | 4         | 5         | 6         | 7         | 8         | 9         |
| 37        | 10        | 11        | 12        | 13        | 14        | 15        | 16        |
| 38        | 17        | 18        | 19        | 20        | 21        | 22        | 23        |
| 39        | 24        | 25        | 26        | 27        | 28        | 29        | 30        |

| Oktober | Oktober | Oktober | Oktober | Oktober | Oktober | Oktober | Oktober |
| Kw      | Mo      | Di      | Mi      | Do      | Fr      | Sa      | So      |
| ------- | ------- | ------- | ------- | ------- | ------- | ------- | ------- |
| 40      | 1       | 2       | 3       | 4       | 5       | 6       | 7       |
| 41      | 8       | 9       | 10      | 11      | 12      | 13      | 14      |
| 42      | 15      | 16      | 17      | 18      | 19      | 20      | 21      |
| 43      | 22      | 23      | 24      | 25      | 26      | 27      | 28      |
| 44      | 29      | 30      | 31      |         |         |         |         |

| November | November | November | November | November | November | November | November |
| Kw       | Mo       | Di       | Mi       | Do       | Fr       | Sa       | So       |
| -------- | -------- | -------- | -------- | -------- | -------- | -------- | -------- |
| 44       |          |          |          | 1        | 2        | 3        | 4        |
| 45       | 5        | 6        | 7        | 8        | 9        | 10       | 11       |
| 46       | 12       | 13       | 14       | 15       | 16       | 17       | 18       |
| 47       | 19       | 20       | 21       | 22       | 23       | 24       | 25       |
| 48       | 26       | 27       | 28       | 29       | 30       |          |          |

| Dezember | Dezember | Dezember | Dezember | Dezember | Dezember | Dezember | Dezember |
| Kw       | Mo       | Di       | Mi       | Do       | Fr       | Sa       | So       |
| -------- | -------- | -------- | -------- | -------- | -------- | -------- | -------- |
| 48       |          |          |          |          |          | 1        | 2        |
| 49       | 3        | 4        | 5        | 6        | 7        | 8        | 9        |
| 50       | 10       | 11       | 12       | 13       | 14       | 15       | 16       |
| 51       | 17       | 18       | 19       | 20       | 21       | 22       | 23       |
| 52       | 24       | 25       | 26       | 27       | 28       | 29       | 30       |
| 1        | 31       |          |          |          |          |          |          |

| Januar | Januar | Januar | Januar | Januar | Januar | Januar | Januar |
| Kw     | Mo     | Di     | Mi     | Do     | Fr     | Sa     | So     |
| ------ | ------ | ------ | ------ | ------ | ------ | ------ | ------ |
| 1      | 1      | 2      | 3      | 4      | 5      | 6      | 7      |
| 2      | 8      | 9      | 10     | 11     | 12     | 13     | 14     |
| 3      | 15     | 16     | 17     | 18     | 19     | 20     | 21     |
| 4      | 22     | 23     | 24     | 25     | 26     | 27     | 28     |
| 5      | 29     | 30     | 31     |        |        |        |        |

| Februar | Februar | Februar | Februar | Februar | Februar | Februar | Februar |
| Kw      | Mo      | Di      | Mi      | Do      | Fr      | Sa      | So      |
| ------- | ------- | ------- | ------- | ------- | ------- | ------- | ------- |
| 5       |         |         |         | 1       | 2       | 3       | 4       |
| 6       | 5       | 6       | 7       | 8       | 9       | 10      | 11      |
| 7       | 12      | 13      | 14      | 15      | 16      | 17      | 18      |
| 8       | 19      | 20      | 21      | 22      | 23      | 24      | 25      |
| 9       | 26      | 27      | 28      |         |         |         |         |

| März | März | März | März | März | März | März | März |
| Kw   | Mo   | Di   | Mi   | Do   | Fr   | Sa   | So   |
| ---- | ---- | ---- | ---- | ---- | ---- | ---- | ---- |
| 9    |      |      |      | 1    | 2    | 3    | 4    |
| 10   | 5    | 6    | 7    | 8    | 9    | 10   | 11   |
| 11   | 12   | 13   | 14   | 15   | 16   | 17   | 18   |
| 12   | 19   | 20   | 21   | 22   | 23   | 24   | 25   |
| 13   | 26   | 27   | 28   | 29   | 30   | 31   |      |

| April | April | April | April | April | April | April | April |
| Kw    | Mo    | Di    | Mi    | Do    | Fr    | Sa    | So    |
| ----- | ----- | ----- | ----- | ----- | ----- | ----- | ----- |
| 13    |       |       |       |       |       |       | 1     |
| 14    | 2     | 3     | 4     | 5     | 6     | 7     | 8     |
| 15    | 9     | 10    | 11    | 12    | 13    | 14    | 15    |
| 16    | 16    | 17    | 18    | 19    | 20    | 21    | 22    |
| 17    | 23    | 24    | 25    | 26    | 27    | 28    | 29    |
| 18    | 30    |       |       |       |       |       |       |

| Mai | Mai | Mai | Mai | Mai | Mai | Mai | Mai |
| Kw  | Mo  | Di  | Mi  | Do  | Fr  | Sa  | So  |
| --- | --- | --- | --- | --- | --- | --- | --- |
| 18  |     | 1   | 2   | 3   | 4   | 5   | 6   |
| 19  | 7   | 8   | 9   | 10  | 11  | 12  | 13  |
| 20  | 14  | 15  | 16  | 17  | 18  | 19  | 20  |
| 21  | 21  | 22  | 23  | 24  | 25  | 26  | 27  |
| 22  | 28  | 29  | 30  | 31  |     |     |     |

| Juni | Juni | Juni | Juni | Juni | Juni | Juni | Juni |
| Kw   | Mo   | Di   | Mi   | Do   | Fr   | Sa   | So   |
| ---- | ---- | ---- | ---- | ---- | ---- | ---- | ---- |
| 22   |      |      |      |      | 1    | 2    | 3    |
| 23   | 4    | 5    | 6    | 7    | 8    | 9    | 10   |
| 24   | 11   | 12   | 13   | 14   | 15   | 16   | 17   |
| 25   | 18   | 19   | 20   | 21   | 22   | 23   | 24   |
| 26   | 25   | 26   | 27   | 28   | 29   | 30   |      |

| Juli | Juli | Juli | Juli | Juli | Juli | Juli | Juli |
| Kw   | Mo   | Di   | Mi   | Do   | Fr   | Sa   | So   |
| ---- | ---- | ---- | ---- | ---- | ---- | ---- | ---- |
| 26   |      |      |      |      |      |      | 1    |
| 27   | 2    | 3    | 4    | 5    | 6    | 7    | 8    |
| 28   | 9    | 10   | 11   | 12   | 13   | 14   | 15   |
| 29   | 16   | 17   | 18   | 19   | 20   | 21   | 22   |
| 30   | 23   | 24   | 25   | 26   | 27   | 28   | 29   |
| 31   | 30   | 31   |      |      |      |      |      |

| August | August | August | August | August | August | August | August |
| Kw     | Mo     | Di     | Mi     | Do     | Fr     | Sa     | So     |
| ------ | ------ | ------ | ------ | ------ | ------ | ------ | ------ |
| 31     |        |        | 1      | 2      | 3      | 4      | 5      |
| 32     | 6      | 7      | 8      | 9      | 10     | 11     | 12     |
| 33     | 13     | 14     | 15     | 16     | 17     | 18     | 19     |
| 34     | 20     | 21     | 22     | 23     | 24     | 25     | 26     |
| 35     | 27     | 28     | 29     | 30     | 31     |        |        |

| September | September | September | September | September | September | September | September |
| Kw        | Mo        | Di        | Mi        | Do        | Fr        | Sa        | So        |
| --------- | --------- | --------- | --------- | --------- | --------- | --------- | --------- |
| 35        |           |           |           |           |           | 1         | 2         |
| 36        | 3         | 4         | 5         | 6         | 7         | 8         | 9         |
| 37        | 10        | 11        | 12        | 13        | 14        | 15        | 16        |
| 38        | 17        | 18        | 19        | 20        | 21        | 22        | 23        |
| 39        | 24        | 25        | 26        | 27        | 28        | 29        | 30        |

| Oktober | Oktober | Oktober | Oktober | Oktober | Oktober | Oktober | Oktober |
| Kw      | Mo      | Di      | Mi      | Do      | Fr      | Sa      | So      |
| ------- | ------- | ------- | ------- | ------- | ------- | ------- | ------- |
| 40      | 1       | 2       | 3       | 4       | 5       | 6       | 7       |
| 41      | 8       | 9       | 10      | 11      | 12      | 13      | 14      |
| 42      | 15      | 16      | 17      | 18      | 19      | 20      | 21      |
| 43      | 22      | 23      | 24      | 25      | 26      | 27      | 28      |
| 44      | 29      | 30      | 31      |         |         |         |         |

| November | November | November | November | November | November | November | November |
| Kw       | Mo       | Di       | Mi       | Do       | Fr       | Sa       | So       |
| -------- | -------- | -------- | -------- | -------- | -------- | -------- | -------- |
| 44       |          |          |          | 1        | 2        | 3        | 4        |
| 45       | 5        | 6        | 7        | 8        | 9        | 10       | 11       |
| 46       | 12       | 13       | 14       | 15       | 16       | 17       | 18       |
| 47       | 19       | 20       | 21       | 22       | 23       | 24       | 25       |
| 48       | 26       | 27       | 28       | 29       | 30       |          |          |

| Dezember | Dezember | Dezember | Dezember | Dezember | Dezember | Dezember | Dezember |
| Kw       | Mo       | Di       | Mi       | Do       | Fr       | Sa       | So       |
| -------- | -------- | -------- | -------- | -------- | -------- | -------- | -------- |
| 48       |          |          |          |          |          | 1        | 2        |
| 49       | 3        | 4        | 5        | 6        | 7        | 8        | 9        |
| 50       | 10       | 11       | 12       | 13       | 14       | 15       | 16       |
| 51       | 17       | 18       | 19       | 20       | 21       | 22       | 23       |
| 52       | 24       | 25       | 26       | 27       | 28       | 29       | 30       |
| 1        | 31       |          |          |          |          |          |          |

## Ereignisse

### Politik und Weltgeschehen

#### Heiliges Römisches Reich
- 2. Juli: König Heinrich (VII.) unterwirft sich in Wimpfen nach einer vergeblichen Rebellion seinem Vater, Kaiser Friedrich II., nachdem er im Swiggerstal in der Schlacht unterlegen ist. Friedrich II. hält mit den Reichsfürsten am 4. Juli in Worms über Heinrich Gericht, entthront ihn und setzt ihn lebenslang gefangen. Er wird nach Heidelberg ins Schloßverlies, dann nach Burg Alerheim im Ries und schließlich über Friaul nach Apulien verbracht. Bis Ende des Jahres wird er dort an verschiedenen Orten festgehalten. Heinrichs Verbündete werden weitgehend begnadigt.

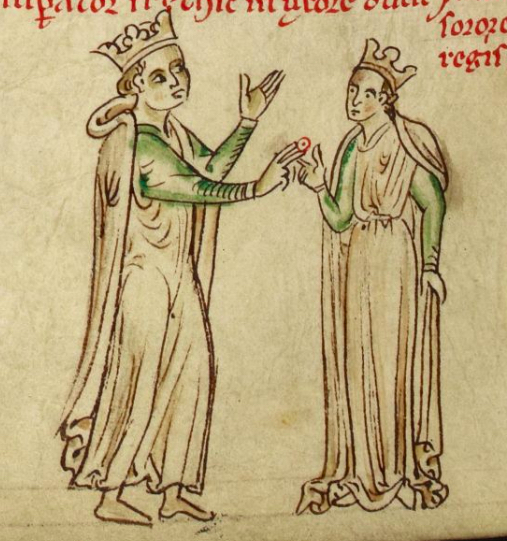
Kaiser Friedrich II. und Isabella Plantagenet, Chronica Majora des Matthäus Paris, 13. Jahrhundert

- 15. Juli: Kaiser Friedrich II. heiratet in Worms in dritter Ehe Isabella von England, die Schwester des englischen Königs Heinrich III.
- 15. August: Kaiser Friedrich II. erlässt auf dem Reichstag in Mainz ein Landfriedensgesetz, das als erstes Reichsgesetz nicht nur in lateinischer, sondern auch in mittelhochdeutscher Sprache veröffentlicht wird. Der Mainzer Landfriede umfasst 29 Artikel und enthält – neben strafrechtlichen Bestimmungen – Vorschriften über Gerichts-, Münz-, Zoll- und Verkehrswesen, über das Geleit- und Befestigungsrecht, die Kirchenvogtei und das Hofrichteramt. Vor allem wird aber das Fehderecht erheblich eingeschränkt, das nach wie vor ein legitimes Mittel der Rechtsdurchsetzung ist. Weiters wird das Amt eines ständigen Hofrichters am Königlichen Hofgericht eingerichtet.
- Friedrich II. versucht nun, seinen jüngeren Sohn Konrad als Nachfolger aufzubauen. Er ernennt ihn als Nachfolger für den abgesetzten Heinrich mit dem Herzogtum Schwaben. Die auf dem Hoftag anwesenden Fürsten weigern sich jedoch, den gerade erst aus Apulien eingetroffenen Siebenjährigen zum römisch-deutschen Mitkönig zu wählen.

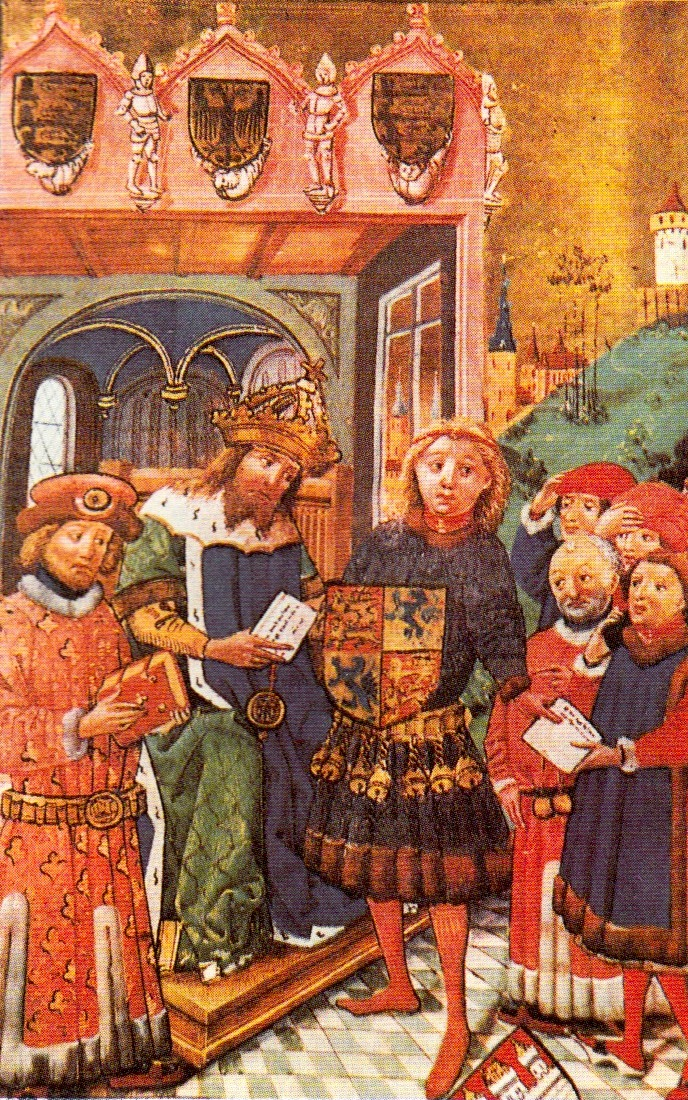
Friedrich II. belehnt Otto das Kind auf dem Mainzer Hoftag mit dem Herzogtum Braunschweig-Lüneburg; Buchillumination in einer Sachsenspiegelhandschrift von 1448

- 21. August: Auf dem Mainzer Hoftag erhält Otto das Kind im Zuge der Versöhnung zwischen Staufern und Welfen den früheren welfischen Eigenbesitz in Sachsen, das Herzogtum Braunschweig-Lüneburg als Reichslehen.

#### Reconquista

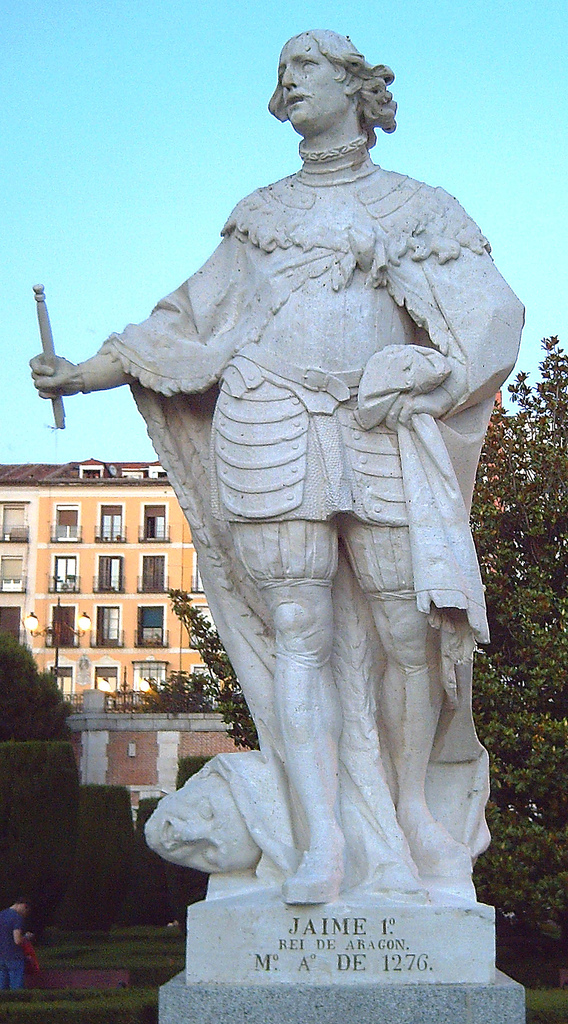
Jaume I.

- 8. September: Jakob I. von Aragón heiratet in Barcelona die ungarische Prinzessin Yolanda.
- Peter von Portugal erobert Ibiza und Formentera von den Mauren.

#### Weitere Ereignisse in Europa
- Nach dem Tod von Andreas II. wird sein Sohn Bela IV. König von Ungarn und als Bela III. in Personalunion auch König von Kroatien, Dalmatien und Rama.
- Das Königreich Ungarn beginnt unter der Führung von Koloman von Galizien einen Kreuzzug gegen Bosnien gegen „Häretiker“ dualistisch-bogomilischer Ausrichtung.
- Richard de Burgh erobert Connacht.

#### Mongolenreich
- Unter Ögedei Khan wird die mongolische Hauptstadt Karakorum mit einer neuen Befestigungsanlage versehen.

#### Afrika
- Frühjahr: In der Schlacht von Kirina siegt Sundiata Keïta, König des Malireichs, über das ehemals dominante Reich von Ghana, das danach endgültig zerfällt.

#### Kreuzzüge
- Der byzantinische Kaiser Johannes III. belagert mit Unterstützung der Bulgaren unter Iwan Assen II. erfolglos Konstantinopel. Der lateinische Kaiser Johann von Brienne kann die Angreifer mit diplomatischen Mitteln zur Aufgabe der Belagerung bewegen.
- Andronikos I. Gidos, Kaiser und Großkomnene von Trapezunt, stirbt. Ihm folgt sein Schwager Johannes I. auf den Thron.
- Die päpstliche Exkommunikation von Akkon und der Kirchenbann über die aufständische Familie Ibelin und ihre Anhänger wird nach einem Jahr wieder aufgehoben.

#### Urkundliche Ersterwähnungen
- Eppelborn, Leuzigen, Oedheim, Quakenbrück werden erstmals urkundlich erwähnt.

### Wissenschaft und Technik
In seinem Buch De Anni Ratione (frei übersetzt etwa „Die Jahres-Systematik“) kritisiert Johannes de Sacrobosco den Julianischen Kalender und schlägt eine verbesserte Schaltjahrs-Regelung vor, wie sie 350 Jahre später von Papst Gregor XIII. in der Gregorianischen Kalender-Reform verwirklicht werden wird.

### Kultur

#### Architektur
- 14. August: In Marburg erfolgt die Grundsteinlegung der Elisabethkirche, die zu den ersten rein gotischen Kirchenbauten im deutschen Kulturgebiet zählt.

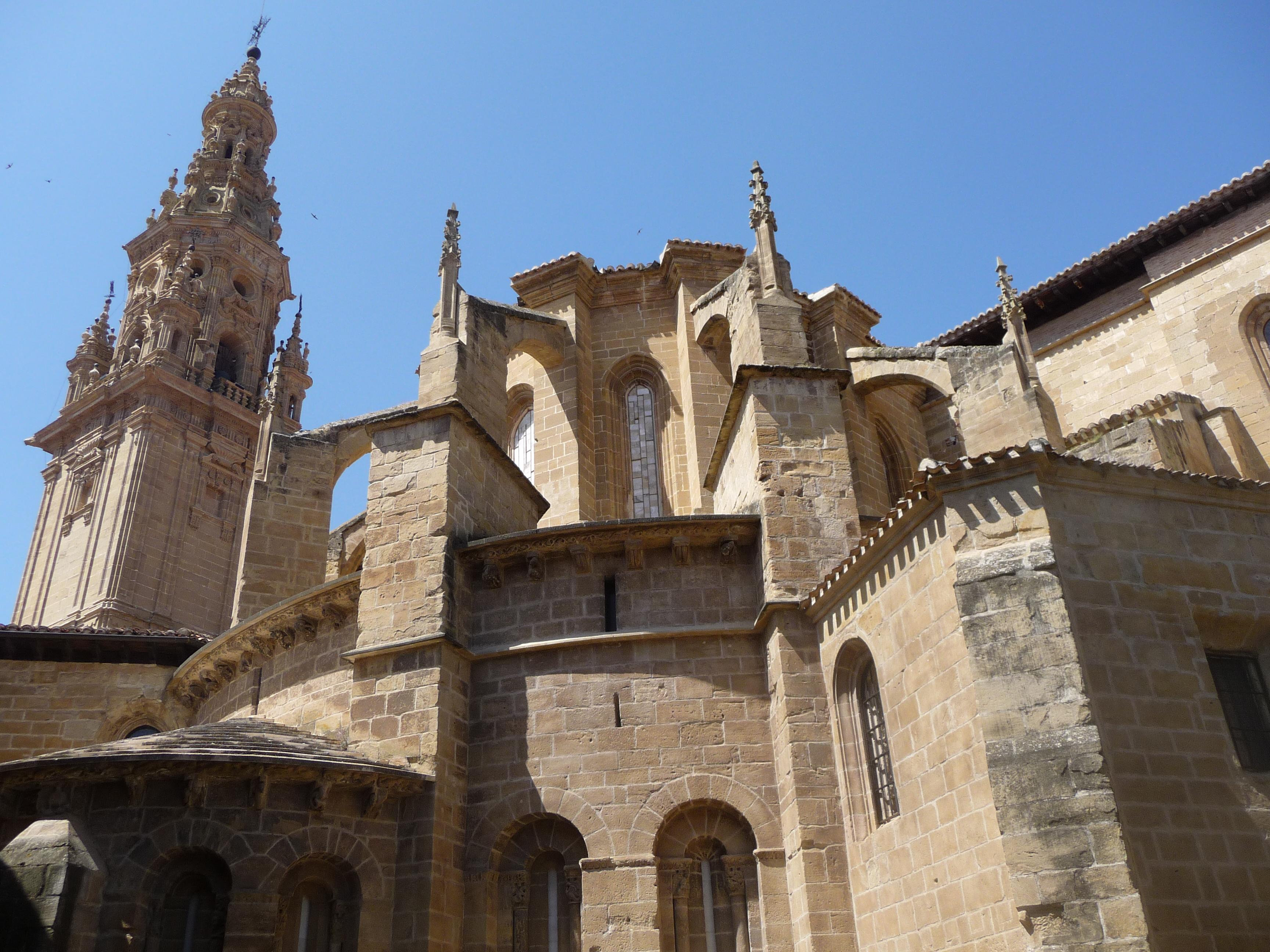
Kathedrale Santo Domingo de la Calzada

- Die überwiegend romanische Kathedrale von Santo Domingo de la Calzada wird fertiggestellt.

#### Malerei und Zeichnung
- um 1235: Villard de Honnecourt beendet sein Skizzenbuch (Bauhüttenbuch).

### Religion

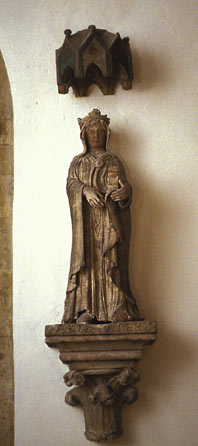
Elisabeth-Statue im Naumburger Dom

- 27. Mai: Elisabeth von Thüringen wird von Papst Gregor IX. in Perugia heiliggesprochen.
- 31. Mai: Wilbrand von Käfernburg wird als Nachfolger des am 8. Februar gestorbenen Burchard I. von Woldenberg zum Erzbischof von Magdeburg gewählt und Ende des Jahres geweiht.
- Iwan Assen II. gründet das Bulgarische Patriarchat.
- Robert Grosseteste wird Bischof von Lincoln.

### Katastrophen
- Regionale Hungersnot in Aquitanien

## Geboren

### Geburtsdatum gesichert
- 2. November: Henry of Almain, englischer Prinz († 1271)
- 19. November: Heinrich XIII., Herzog von Bayern und der Pfalz, als Heinrich I. Herzog von Niederbayern († 1290)

### Genaues Geburtsdatum unbekannt
- Salomo ben Abraham Adret, aragónesischer Rabbiner und Gelehrter († 1310)
- Chögyel Phagpa, Meister des tibetischen Buddhismus, Vizekönig von Tibet († 1280)
- Dafydd ap Gruffydd, walisischer Fürst von Gwynedd († 1283)

### Geboren um 1235
- Albrecht II., Graf von Hohenberg und Haigerloch, Reichslandvogt von Niederschwaben und zeitweise Reichssturmfähnrich († 1298)
- Benedetto Caetani, unter dem Namen Bonifatius VIII. Papst († 1303)
- Petrus von Dacien, schwedischer Dominikaner und Mystiker († 1289)
- Henry Hastings, englischer Adeliger und Rebell († 1269)
- Konrad II., Herzog von Teck († 1292)
- William de Munchensi, englischer Adeliger und Rebell († 1287)
- Henry de Percy, englischer Adeliger († 1272)
- Arnaldus de Villanova, katalanischer Arzt, Chemiker und Pharmazeut, außerdem Diplomat und Kirchenreformator († 1311)
- Volkmar, bayerischer Benediktinermönch und Abt des Klosters Niederaltaich († 1282)
- Gregor von Waldek, Bischof von Prag († 1301)
- 1235/1236: Plaisance von Antiochia, Königin und Regentin von Zypern und Regentin des Königreichs Jerusalem († 1261)
- 1235/1236: Qaidu Khan, mongolischer Khan im Ögedei-Khanat († 1303)
- um 1235/1240: Siger von Brabant, Brabanter Philosoph († 1281/1284)
- zwischen 1235 und 1240: Heinrich I., Graf von Sponheim († 1289)

## Gestorben

### Todesdatum gesichert
- 28. Januar: Adam de Villebéon, Großkammerherr von Frankreich (* 1183/85)
- 8. Februar: Burchard I. von Woldenberg, Erzbischof von Magdeburg
- 9. Februar: Nikolaos von Otranto, griechischer Klostervorsteher und Schriftsteller (* um 1155/60)
- 24./25. Februar: Henry of Sandford, Bischof von Rochester
- 6. August: Jutta von Thüringen, Markgräfin von Meißen (* 1184)
- 5. September: Heinrich I. von Brabant, Graf von Brüssel, Herzog von Brabant sowie Graf von Löwen, Markgraf von Antwerpen und Herzog von Niederlothringen (* um 1165)
- 21. September: Andreas II., König von Ungarn, Kroatien, Dalmatien und Rama (* um 1177)
- 5. November: Beatrix von Schwaben, Königin von Kastilien und León (* 1205)
- 30. November/1./2. Dezember: Bernard Chabert, Bischof von Genf und Erzbischof von Embrun
- 9. Dezember: Robert FitzWalter, anglonormannischer Adliger und Rebell (* um 1180)

### Genaues Todesdatum unbekannt
- Andronikos I., Kaiser und Großkomnene von Trapezunt
- Ezzelino II. da Romano, italienischer Adliger und Feldherr
- Gottfried II., Regent der Grafschaft Arnsberg (* 1157)
- Heinrich I., Graf von Hoya
- Ibn al-Fārid, arabischer mystischer Dichter (* 1181)
- David Kimchi, jüdischer Grammatiker und Exeget in Frankreich (* 1160)
- John Marshal, englischer Adliger und Richter

### Gestorben um 1235
- Dietrich der Reiche, einflussreicher Wiener Bürger (* um 1170)
- Eike von Repgow, Verfasser des Sachsenspiegels (* um 1180)
- Michael Scotus, schottischer scholastischer Philosoph, Mediziner, Alchemist und Astrologe sowie Übersetzer (* um 1175)
- 1235/1240: Simon III., Graf von Saarbrücken